# Dunster

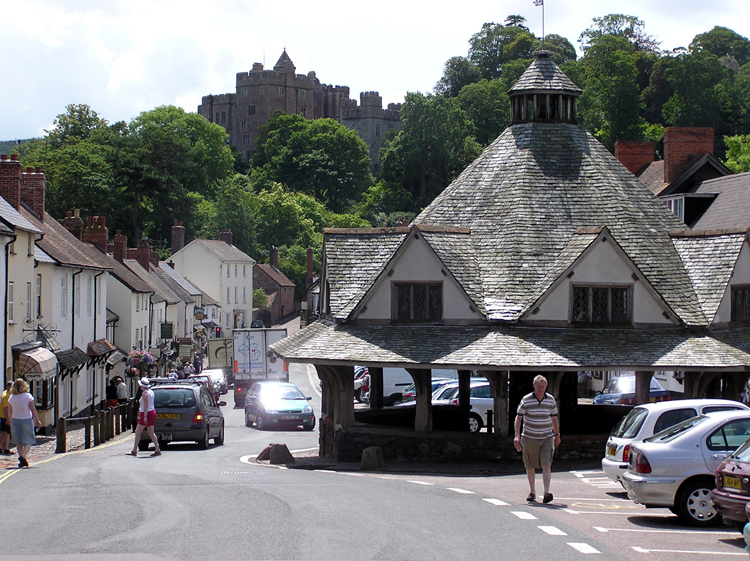
Targ tkacki w Dunster

Dunster – wieś w Anglii, w hrabstwie Somerset, położona 4 km na wschód od Minehead przy drodze krajowej A39. Ludność wsi - 860 mieszkańców. Potocznie zwana „klejnotem Exmoor”, jest atrakcją turystyczną.

## Historia
Osadnictwo w tym miejscu datuje się na epokę żelaza. W Domesday Book figuruje pod nazwą Torre, co oznaczało „skaliste wzgórze”. Podczas angielskiej wojny domowej był po stronie rojalistów. W czasach nowożytnych duży ośrodek tkactwa.

## Atrakcje turystyczne
- zamek, odbudowany w XVII wieku z bramą z czasów normandzkich
- koło młyńskie
- targ tkacki
- zabudowa wsi
- stacja zabytkowej kolei West Somerset Railway[5]